# Kommissarin Lucas – Goldrausch
Goldrausch ist ein Film des ZDF, der Teil der Serie Kommissarin Lucas ist. Uwe Janson führte Regie bei dem 2022 ausgestrahlten Fernsehfilm. Kriminalhauptkommissarin Ellen Lucas (Ulrike Kriener) ermittelt in ihrem 32. Fall. Burghart Klaußner spielt Wolfgang Löhns, einen Vater, der behauptet, seine erwachsene Tochter erschossen zu haben. Maximilian Brückner und Johannes Klaußner verkörpern seine Söhne. Ellen Lucas und ihre beiden engsten Mitarbeiter, Polizeihauptkommissar Werner Fitz, gespielt von Sebastian Schwarz, und Kriminalkommissarin Betty Sedlacek (Claudia Kottal) müssen in einer Familie ermitteln, in der einer dem anderen nicht traut. Die weiteren Haupt-Gaststars dieses Films sind Amelie Kiefer, Felix Everding, Mareike Beykirch und Heinz-Josef Braun.

## Handlung
Im Parkhaus der Nürnberger Polizeibehörde trifft Kriminalhauptkommissarin Ellen Lucas auf einen Mann im blutverschmierten Schlafanzug, der leicht verwirrt scheint und stammelt, er habe gerade seine Tochter erschossen, da er sie für einen Einbrecher gehalten habe. Er stellt sich als Wolfgang Löhns vor. Lucas fährt mit ihm zu seinem Haus und sieht sich dort um. Im Keller des Gebäudes stößt sie auf eine weibliche Leiche, die in einer Blutlache liegt. Lucas und ihre Kollegen Werner Fitz und Betty Sedlacek nehmen die Ermittlungen auf. Seltsamerweise bleibt die Waffe, mit der Löhns seine Tochter erschossen haben will, verschwunden. Löhns Sohn Johannes kommt hinzu und bestätigt, dass es sich bei der Toten um seine Schwester Kathrin handelt. Er stellt sich die Frage, wie es nur so weit habe kommen können und beantwortet sie damit, dass das alles nur „wegen dem verfluchten Gold“ passiert sei. Sein Vater habe während der Finanzkrise 2008 viel Geld am Aktienmarkt verloren. In diversen Internetforen habe er dann den Weltuntergangsquatsch gelesen und daraufhin alle seine Wertpapiere verkauft und all sein Geld in Gold investiert. Da er dann auch den Banken nicht mehr getraut habe, habe er das Gold irgendwo versteckt. 
Die Vernehmung Löhns ergibt zahlreiche Ungereimtheiten. Angesprochen auf Zeitdifferenzen, behauptet er, nach dem tödlichen Schuss noch bei seiner Tochter gesessen und Abschied von ihr genommen zu haben. Von Ivonne Falkner, einer Kollegin Kathrins, erfährt Lucas, dass Kathrin eine prima Lehrerin gewesen sei. Sie erwähnt noch einen Mann, der Kathrin vor etwa zwei Wochen abgeholt und geküsst habe. Da Markus Löhns zurzeit nicht auffindbar ist, spricht Lucas mit dessen Frau Vanessa. Zwischen dem Paar, das ein Yogastudio betreibt, gab es Streit. Da das Lucas nicht weiterbringt, spricht sie noch einmal mit Johannes Löhns. Sein Vater habe immer gewollt, dass seine Kinder brav, lieb und nett und Einserschüler seien, höflich und angepasst. Er habe besonders mit Markus’ Neigung zu Wölfen nichts anfangen können. Sein Bruder sei der Meinung gewesen, dass Kathrin den Vater aufstichele und seine Paranoia ausnutze, und dass zudem alle hinter dem Gold her seien.
Lucas nimmt mit Fitz an einem Treffen der Verschwörungstheoretiker teil. Um das zu erreichen, haben sie Frank Blaske, einen ehemaligen Sparkassendirektor, der sich ihnen in den Weg gestellt hat, angelogen. Blaske erläutert, um den Euro zu retten, pumpe man billiges Geld in den Markt, das keinen realen Gegenwert mehr habe. Wenn morgen alle Leute zur Bank gehen und ihr Geld haben wollten, kollabiere das gesamte System. Dafür würden die schon sorgen. Als Lucas wissen will, wer die seien, will er darauf lieber nicht antworten. Als Lucas und Fitz sich kurz darauf zu erkennen geben, zeigen die anwesenden Männer ihre Reichsbürgerausweise vor und erklären, sie täten nichts Unrechtes. Kurz zuvor war ein Paul, der sich später als Paul Meinig herausstellt, da und hat einem der Männer in der Küche etwas übergeben. Blaske kennt nur dessen Internetadresse, wie er behauptet, und gibt zu, dass Paul alles besorgen könne, auch Waffen. 
In einem Gespräch zwischen den Löhns-Brüdern, deutet Johannes an, dass er Markus im Verdacht habe, Kathrin getötet zu haben. Das löst einen Streit mit nachfolgenden Tätlichkeiten zwischen beiden aus. Lucas, die inzwischen noch einmal mit Wolfgang Löns spricht, teilt ihm ihre Vermutung mit, dass er seine Waffe bei Paul, dem Freund seiner Tochter erworben habe. Zur Tatnacht befragt, meint er, er sei aufgewacht, weil er Stimmen gehört habe. Löhns sieht wechselnde Bilder in seinem Kopf, ohne diese zuordnen zu können. Lucas will wissen, ob er manchmal Erinnerungslücken habe. Ihre Frage, wie sie heiße, kann Löhns offenbar nicht beantworten.
Inzwischen ist Johannes in seinem Elternhaus ganz offensichtlich auf der Suche nach dem Gold, das er jedoch nicht findet. Er rastet völlig aus, zertrümmert ein Bild und wirft mit Papieren um sich. Inzwischen spricht Lucas mit Markus Löhns, der ihr von einem Vorfall vor etwa zwei Wochen berichtet. Da habe er Vater und Schwester belauscht, da er habe wissen wollen, was Kathrin für ein Spiel spiele. Sie haben dem Vater eingeredet, dass ihre Brüder nur hinter seinem Gold her seien. Als er sie zur Rede gestellt habe, habe sein Vater nicht verstanden, was vor sich gehe. Lucas will wissen, ob er sich vorstellen könne, dass sein Vater dement sei. In einer gemeinsame Befragung der Brüder erfährt Lucas von Johannes’ Geldsorgen und davon, dass er seinen Vater habe entmündigen lassen wollen. Johannes begründet das damit, dass er sich eben um seinen Vater kümmere, Markus sei ja nie da.
Die angestellten Ermittlungen bestätigen, dass Paul Meinig und Kathrin Löhns zusammen waren. Es stellt sich zudem heraus, dass Meinig seit 1½ Jahren per Haftbefehl gesucht wird. Derweil wird Fitz bei einem Alleingang auf dem Gelände, das die Reichsbürger nutzen, in eine Schießerei verwickelt und durch einen Streifschuss verletzt. Auf dem Gelände findet Betty Sedlacek später eine bis an den Rand mit Waffen gefüllt Kiste sowie Panzerabwehrraketen. Meinig, der festgenommen werden konnte, wird von Lucas informiert, dass der Staatsschutz bereits unterwegs in seine Wohnung sei. So wie es aussehe, werde der Bundesanwalt die Ermittlungen übernehmen und er sitze in ein paar Stunden im Hubschrauber nach Karlsruhe wegen Unterstützung rechtsterroristischer Aktivitäten. Sie ermittle in einem Tötungsdelikt und könne ihm nur raten, zu kooperien, denn er brauche dringend Pluspunkte. Meinig sagt daraufhin aus, dass er von Kathrin dazu angehalten worden sei, nachts ein wenig Lärm auf der Terrasse ihres Elternhauses zu veranstalten, sie habe ihren Vater wohl verunsichern wollen. Ergänzend fügt er hinzu, dass irgendetwas mit der Familie nicht stimme, das müsse mit dem Tod der Mutter zu tun haben. Recherchen ergeben, dass sie bei einem Verkehrsunfall, bei dem Wolfgang Löhns am Steuer gesessen hat, zu Tode kam. Der seinerzeit 12-jährige Johannes war ebenfalls mit im Auto.
Nachdem Wolfgang Löhns sein Geständnis auf Anraten seines Anwalts widerrufen hat, wird er von Johannes nach Hause begleitet. Als er die Unordnung in seinem Arbeitszimmer entdeckt, ist er sehr aufgeregt, was Johannes’ Frage nach dem Gold noch schlimmer macht, er fängt an zu weinen und meint, er wisse einfach nicht mehr, wo es sei. Fitz überlegt zur selben Zeit, wozu Wolfgang Löhns die von Meinig erbetene feuerfeste Kiste gebraucht haben könnte. Lucas hingegen spricht noch einmal mit Johannes Löns, der ihr den Unfallhergang schildert, da sie vermutet, dass er seinem Vater nie verziehen habe, dass er durch ihn seine Mutter verloren hat. Johannes war das einzige der drei Kinder, das Wolfgang Löns ins Internat abschob. 
Letztendlich erzählt Vanessa Löhns Lucas, was in jener Nacht wirklich passiert ist. Sie habe Markus nach Hause holen wollen, der wieder einmal in seinem ehemaligen Kinderzimmer habe übernachten wollen. Sie sei dann einem seltsamen aus dem Keller kommenden Geräusch nachgegangen und habe eine Kassette im Ofen brennen sehen. Dass sie dann auf das Gold gestoßen sei, sei reiner Zufall gewesen. Plötzlich habe Kathrin mit einer Pistole vor ihr gestanden und sei auf sie losgegangen. Während der dann folgenden Rangelei habe sich ein Schuss aus der von Kathrin geführten Waffe gelöst. Sie habe das nicht gewollt. Das Gold habe sie dann in den Fluss geworfen – alles, bis auf eine Kette, die Markus Mutter gehört habe. Nachdem Markus diese gefunden habe, habe er gewusst, was sie getan habe. Aber er habe ihr verziehen. Taucher machen sich auf die Suche nach dem Gold, während Lucas Fitz und Sedlacek auf einen Kaffee einlädt.

## Produktion
Der Film wurde vom 2. März bis zum 10. Mai 2021 in München sowie Nürnberg und der Umgebung der Städte gedreht. Steffen Günther nahm innerhalb der Produktion die Position des Herstellungsleiters ein, Ulrike Hauff die der Produktionsleiterin und Anja Gießing trat als Aufnahmeleiterin in Erscheinung. Solveig Cornelisen war die zuständige Redakteurin. Produziert wurde der Film von Olga Film – Ulli Weber im Auftrag des ZDF.

## Rezeption

### Veröffentlichung, Einschaltquote
Bei der Erstausstrahlung von Goldrausch am 30. April 2022 verfolgten in Deutschland insgesamt 5,59 Millionen Zuschauer die Filmhandlung, was einem Marktanteil von 22,4 Prozent für das ZDF entsprach. In der als Hauptzielgruppe für Fernsehwerbung deklarierten Altersgruppe von 14–49 Jahren erreichte Goldrausch 0,38 Millionen Zuschauer und damit einen Marktanteil von 7,8 Prozent in dieser Altersgruppe.

### Kritik
Der Kritiker Tilmann P. Gangloff rezensierte den Film für tittelbach.tv und gab ihm 4½ von 6 möglichen Sternen. Zusammenfassend hielt Gangloff fest, der Film entpuppe sich „schließlich als Tragödie“. „Sehenswert“ sei „‚Goldrausch‘ nicht zuletzt wegen Burghart Klaußner in der Rolle als Familienoberhaupt zumal es ihm geling[e], dem strengen Vater trotz allem ein gewisses Mitgefühl zu sichern“. „Bemerkenswert“ sei „neben den weiteren durchweg überzeugenden Gast-Schauspielern auch die Bildgestaltung: Der Film wirk[e], als habe ein Filter in der Kamera sämtliche fröhlichen Farben aussortiert. Die hoch konzentriert agierende Titelfigur, die sich am wohlsten bei der Arbeit fühl[e], sowie die Grundstimmung der Reihe habe in der neuen Umgebung noch an Strenge gewonnen“. Der Kritiker begrüßte die Idee, „den jüngeren der beiden Löhns-Söhne mit dem Klaußner-Sohn Johannes“ besetzt zu haben, was „den Familienszenen einen zusätzlichen Reiz“ verleihe.
Oliver Armknecht bewertete den Film auf der Seite film-rezensionen und gab ihm vier von 10 möglichen Punkten. Er meine, der „Drehbuchautor Christoph Busche“ könne „sich offensichtlich nicht ganz entscheiden, wovon sein Film denn nun handeln“ solle. „Immer wieder“ schwanke „er zwischen verschiedenen Themen und“ bausche „dabei auch das eine oder andere mal auf“. Den „stärksten Eindruck“ hinterlasse „der Film noch als Familiendrama, wenn mit der Zeit deutlich“ werde, „wie viel bei dieser im Laufe der Jahre kaputt gegangen“ sei. Armknechts Fazit lautete: „Das Anfangsszenario ist eigentlich vielversprechend, wenn ein Mann zugibt, seine Tochter erschossen zu haben, was aber nicht wirklich stimmen kann. Auch sonst hat ‚Kommissarin Lucas: Goldrausch‘ einige interessante Elemente. In der Summe passt das aber nicht: Die Geschichte ist überfrachtet, selbst beim Familiendrama fehlt das nötige Augenmaß.“